# Alexander Wienerberger
Alexander Wienerberger (Vienna, 8 dicembre 1891 – Salisburgo, 5 gennaio 1955) è stato un ingegnere chimico austriaco. Lavorò per 19 anni nelle aziende chimiche dell'URSS e, durante il suo lavoro a Charkiv, scattò una serie di fotografie dell'Holodomor del 1932-1933, fornendo le prove fotografiche della carestia subita in quegli anni dalla popolazione dell’Ucraina orientale.

## Biografia
Alexander Wienerberger nacque a Vienna e, sebbene suo padre fosse ebreo e sua madre ceca, si considerò austriaco e ateo. Dal 1910 al 1914 studiò alla Facoltà di Filosofia dell'Università di Vienna. Durante la prima guerra mondiale fu mobilitato nell'esercito austro-ungarico, partecipò alle battaglie contro l'esercito russo da cui fu fatto prigioniero nel 1915. Nel 1917 gli fu permesso di trasferirsi a Mosca, dove fondò un laboratorio chimico con degli amici. 
Nell'autunno del 1919 tentò di fuggire con documenti falsi dalla Russia sovietica. Cercò di passare attraverso l'Estonia per recarsi in Austria, ma a Pskov fu arrestato dalla Čeka e condannato per spionaggio. Trascorse buona parte degli anni '20 nella prigione di Lubjanka a Mosca. Fu durante il periodo di prigionia che le sue abilità di chimico vennero apprezzate dal governo sovietico: Wienerberger fu nominato ingegnere per la produzione di pitture e vernici e, successivamente, lavorò in fabbriche per la produzione di esplosivi.
Nel 1927 il suo matrimonio con Josefine Rönimois fallì: l'ex moglie rimase in Estonia con i figli Annemarie e Alexander. In seguito Annemarie si trasferì in Austria. Nel 1928 Wienerberger visitò i suoi parenti a Vienna per la prima volta dopo la sua prigionia e sposò Lilly Zimmermann, figlia di un produttore di Schwechat. Al suo ritorno a Mosca gli furono revocate le restrizioni e ciò permise a sua moglie di trasferirsi in Unione Sovietica. Nel 1931 sua moglie fu autorizzata a tornare per un breve periodo a Vienna, dove diede alla luce sua figlia Margot. 
All'inizio degli anni '30 la famiglia Wienerberger viveva a Mosca, dove Wienerberger lavorava in uno stabilimento chimico. Nel 1932 fu trasferito a Ljubuciany, Oblast' di Mosca, come direttore tecnico di una fabbrica di plastica, e nel 1933 fu trasferito, con lo stesso incarico a Charkiv, capitale dell'Ucraina fino al 1934. 

### Prove fotografiche della carestia nel 1932-1933

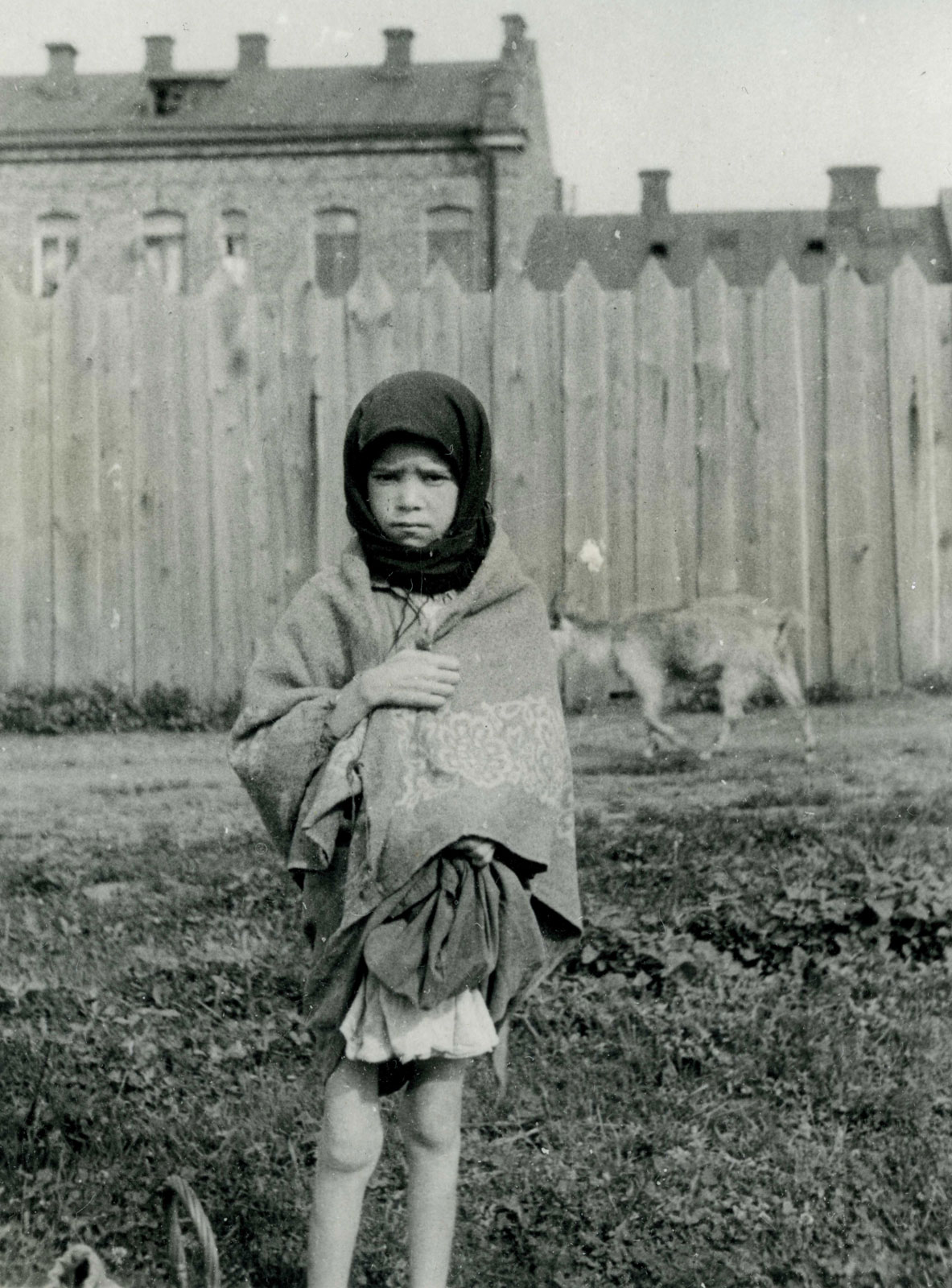
Una foto di una ragazza affamata di Charkiv è una delle foto più famose dell'Holodomor (di Alexander Wienerberger).

Durante la sua permanenza a Charkiv, Wienerberger fu testimone di una grande carestia e fotografò le scene che vide nelle strade della città, nonostante il rischio di essere arrestato dall'NKVD. Le circa 100 fotografie che Wienerberger scattò segretamente mostrano le file di persone affamate di fronte ai negozi di generi alimentari, i bambini affamati, i corpi dei morti nelle strade della città e le fosse comuni delle vittime della fame. L'ingegnere scattò le sue foto con una fotocamera tedesca Leica, che probabilmente gli fu inviata da amici dall'estero.
Wienerberger andò in Austria nel 1934 e, con l'aiuto dell'ambasciata austriaca, inviò i negativi fotografici tramite corriere diplomatico. I diplomatici austriaci insistettero su tale precauzione, in quanto una possibile scoperta delle fotografie durante i controlli alle frontiere poteva costargli la vita. Dopo il suo rientro a Vienna, Wienerberger consegnò le immagini al cardinale Theodor Innitzer, che le presentò, insieme al Segretario generale del Comitato internazionale per le minoranze nazionali, Ewald Ammende, alla Società delle Nazioni.
Nel 1934 il Fronte patriottico austriaco pubblicò le foto di Wienerberger in un piccolo opuscolo intitolato Rußland, wie es wirklich ist ("La Russia in realtà"), senza menzionarne l'autore.
Le fotografie di Wienerberger furono rese disponibili al pubblico per la prima volta nel 1935, grazie alla pubblicazione del libro Muss Russland hungern? ("La Russia dovrebbe morire di fame?") di Ewald Ammende. Nella pubblicazione il nome di Wienerberger non fu menzionato per motivi di sicurezza. Nel 1939 Alexander Wienerberger pubblicò in Austria un libro di memorie sulla sua vita in Unione Sovietica, due capitoli del quale sono dedicati all'Holodomor. Le foto sono state riprodotte nelle sue memorie pubblicate nel 1942.
Nel 1944 Wienerberger prestò servizio come ufficiale di collegamento dell'Esercito russo di liberazione. Dopo la guerra riuscì a evitare la cattura da parte delle truppe sovietiche ed entrò nella zona di occupazione americana a Salisburgo, dove morì nel 1955. 
In seguito le foto di Wienerberger sono state ripubblicate in molte altre opere e sono esposte, in particolare, al Canadian Museum of Human Rights di Winnipeg.

## Galleria d'immagini

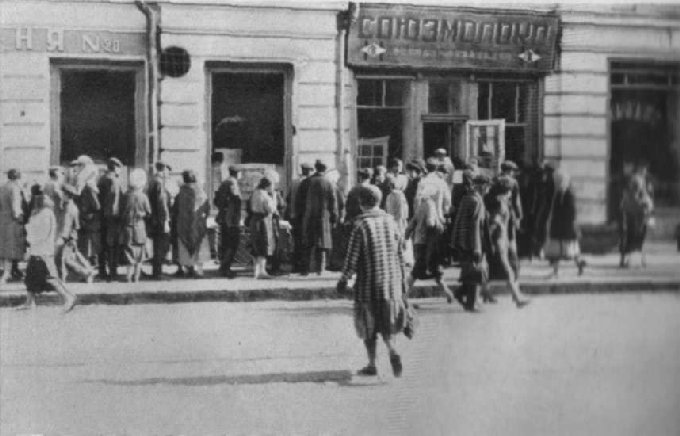
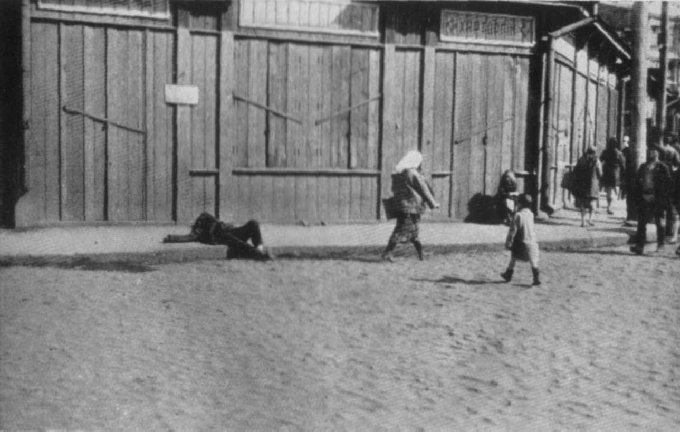
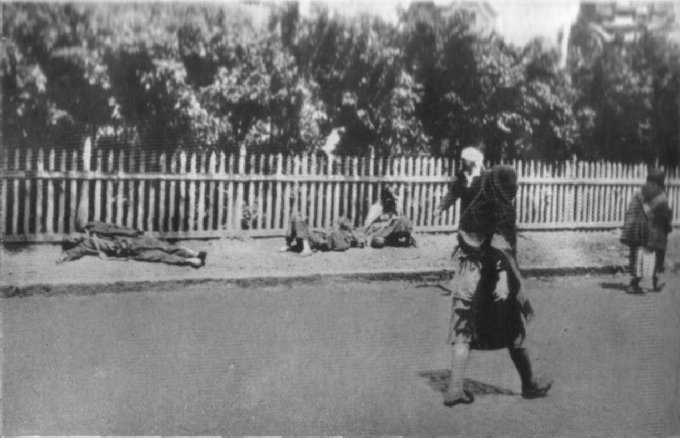
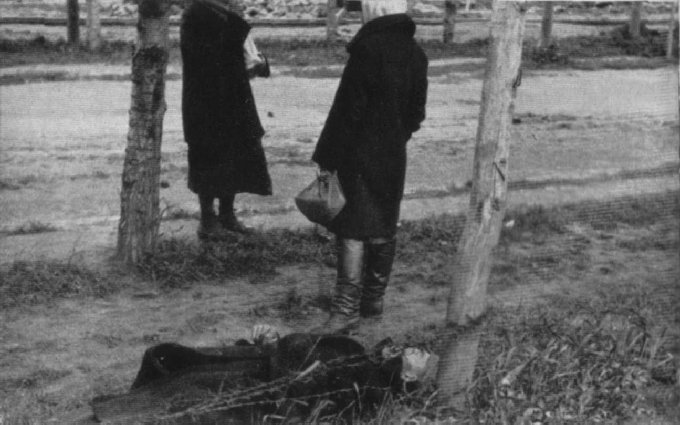
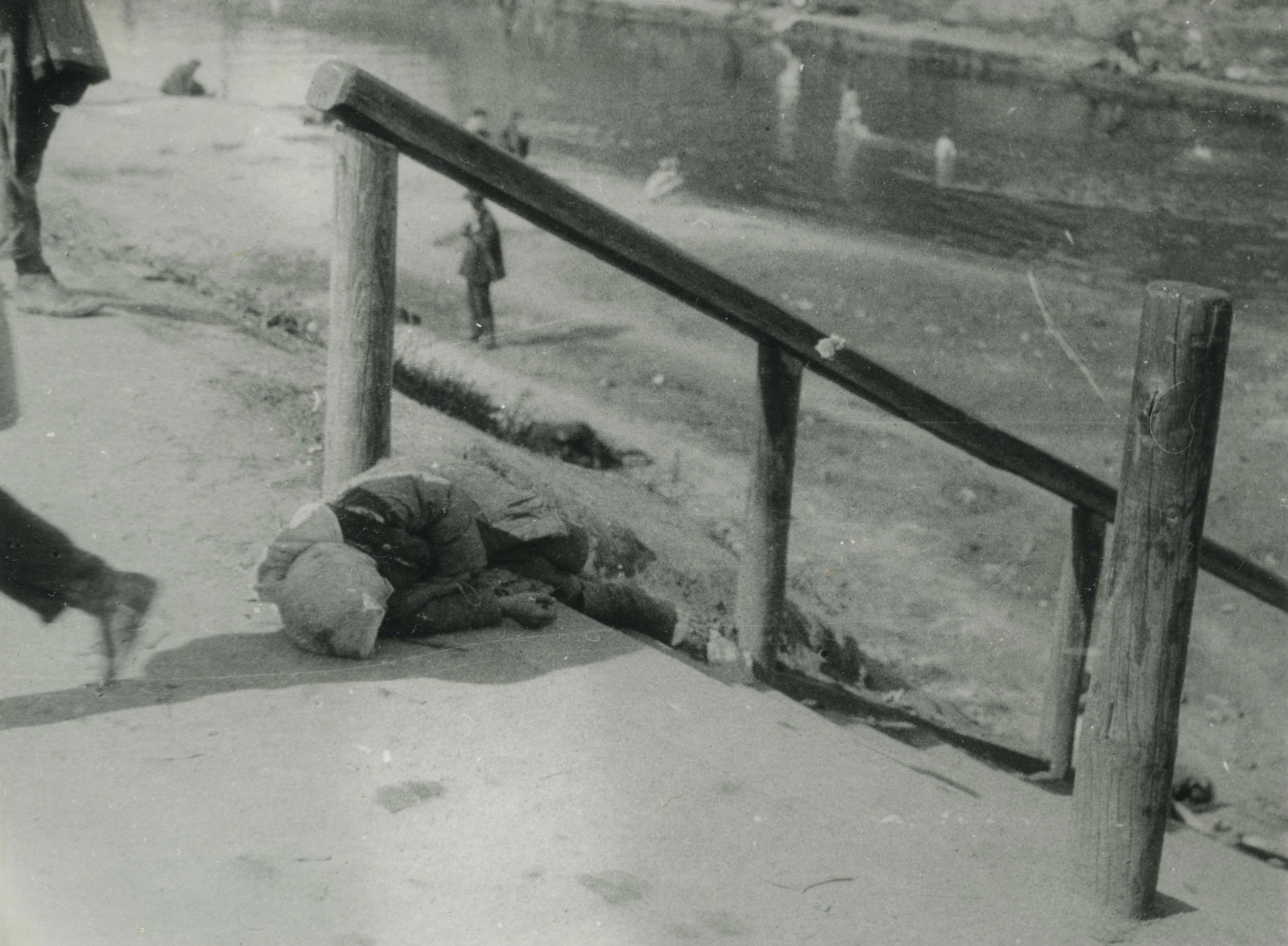
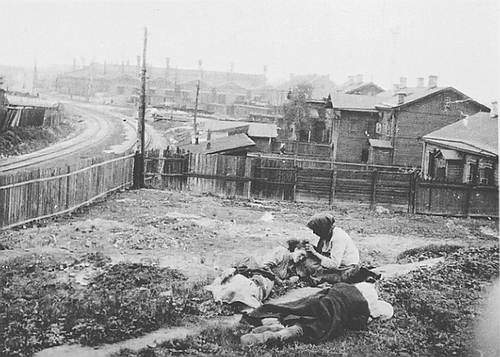
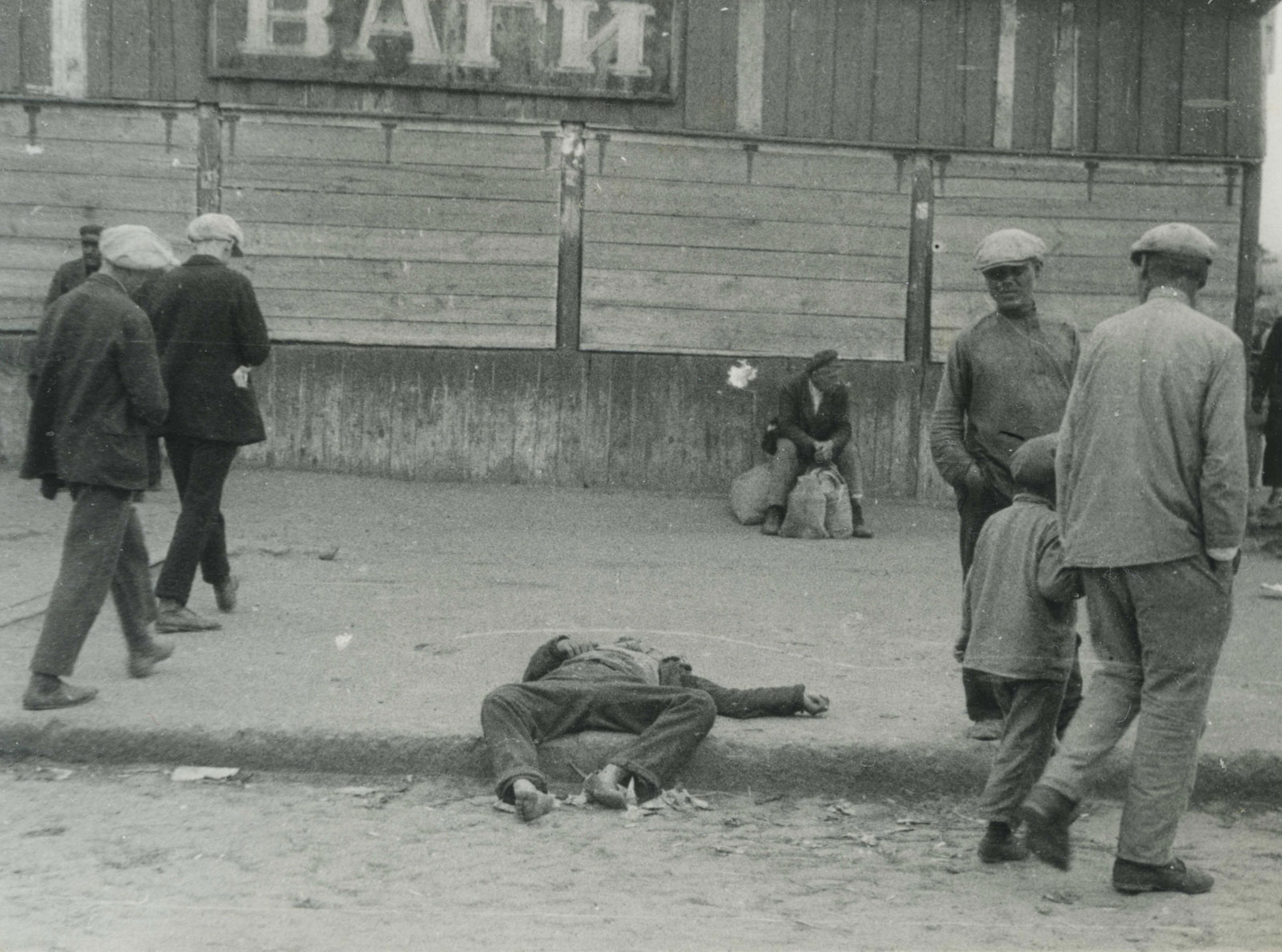
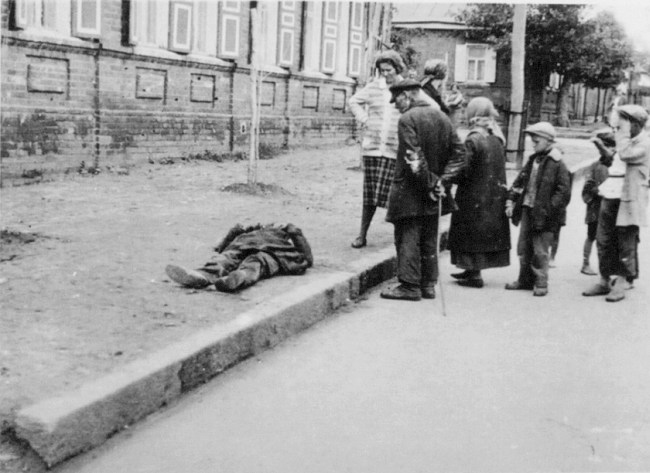
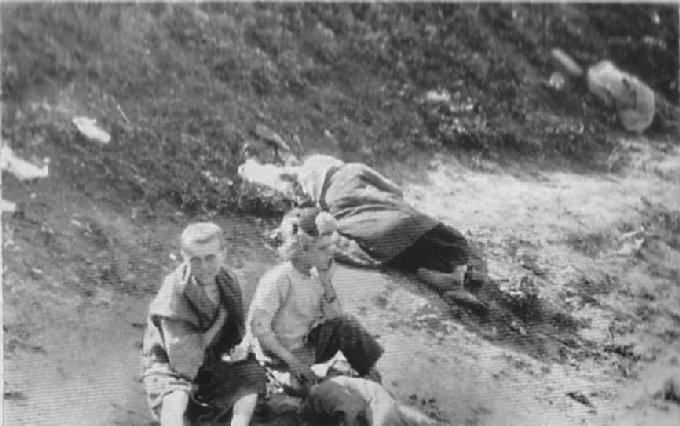
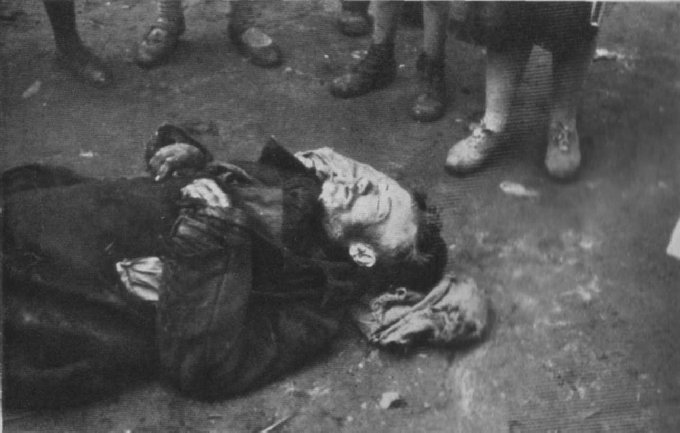